# Palacio Municipal de Chihuahua
El Palacio Municipal de Chihuahua es un edificio de principios del siglo XX ubicado en la ciudad de Chihuahua  Localizado delante de la Plaza de Armas y la Catedral, el Palacio Municipal alberga el poder ejecutivo del Municipio Chihuahua, la oficina del Presidente Municipal de Chihuahua, y el Ayuntamiento.  El edificio está considerado uno  de los hitos principales en el centro de ciudad.

## Historia

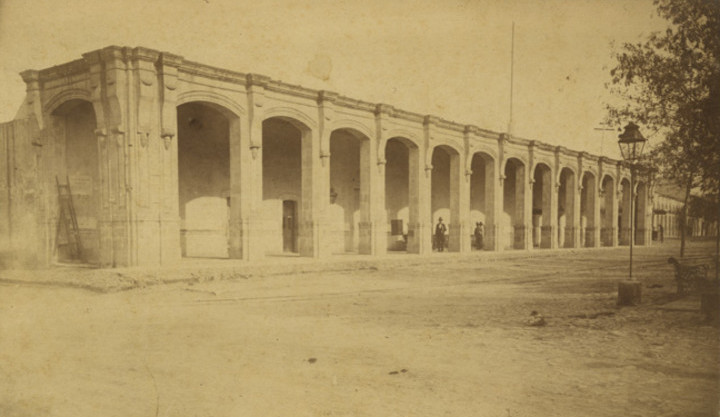
Antigua Casa Real en 1880.

El edificio encuentra sus orígenes en la construcción de la Casa Real, construida en 1721, siendo un edificio diseñado para albergar a las autoridades locales bajo la corona española. El edificio era conocido popularmente como los Portales del Ayuntamiento.  Finalmente el edificio colonial fue demolido y a principios del siglo XX se inició la construcción de uno nuevo que albergara a los poderes locales.
El proyecto estuvo fue liderado por los arquitectos John White y Alfredo Giles y fue inaugurado por el gobernador Enrique Creel Cuilty el 4 de octubre de 1907. Desde entonces el edificio ha albergado al ayuntamiento y a al poder ejecutivo local.
El 24 de abril de 1964 luego de un mitin del candidato del Partido Revolucionario Institucional a la presidencia de la república, Gustavo Díaz Ordaz se inició un incendio en un templete ubicado a las afueras del Palacio Municipal que terminó por quemar ventanas del mismo.
En 2005 durante la administración del alcalde Juan Blanco Zaldívar se inició una remodelación del edificio que, entre lo más destacado incluyó cambios en el color de las decoraciones exteriores de verde por un café claro.

## Arquitectura
El edificio es un ejemplo perfecto de la arquitectura mexicana que se erigió durante la presidencia de Porfirio Díaz: el neoclasicismo fue influenciado por las 'Beaux Arts' francesas y la moda europea del cambio de siglo. El edificio tiene dos plantas, la primera con espacio disponible para exposiciones y recepciones.
Destaca el salón del Ayuntamiento que está decorado con grandes espejos y columnas corintias, y posee tres vitrales que representan la historia y la economía del municipio, y que incluye el Escudo de Armas de la Ciudad. También es de interés la silla honorífica para el miembro permanente del consejo, el presidente Benito Juárez, quien gobernó desde el edificio con su gabinete y gobierno en el exilio durante la Segunda intervención francesa en México, desde 1864 hasta diciembre de 1866, y se le otorgó este honor durante su permanecer.

## Galería

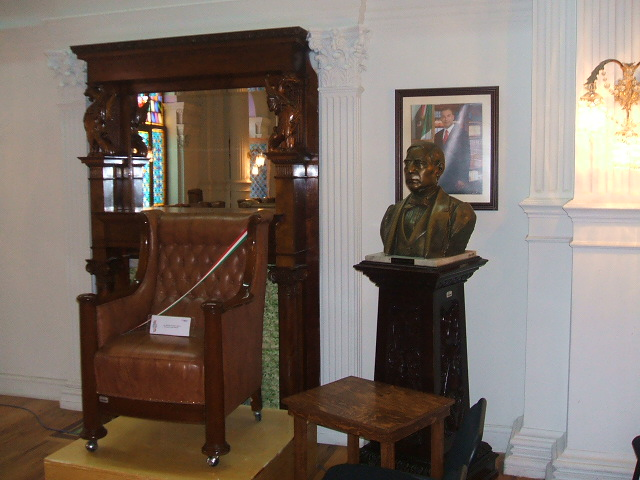
Asiento honorario para el miembro permanente del Ayuntamiento, el presidente Benito Juárez.
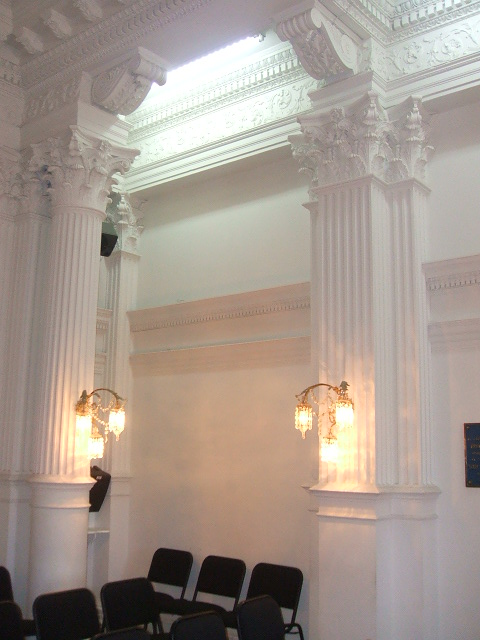
Columna corintia en el Salón del Ayuntamiento.
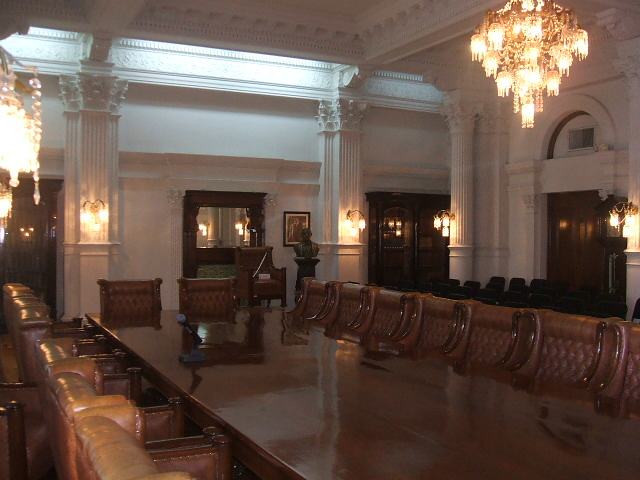
El Salón del Ayuntamiento desde otro ángulo.
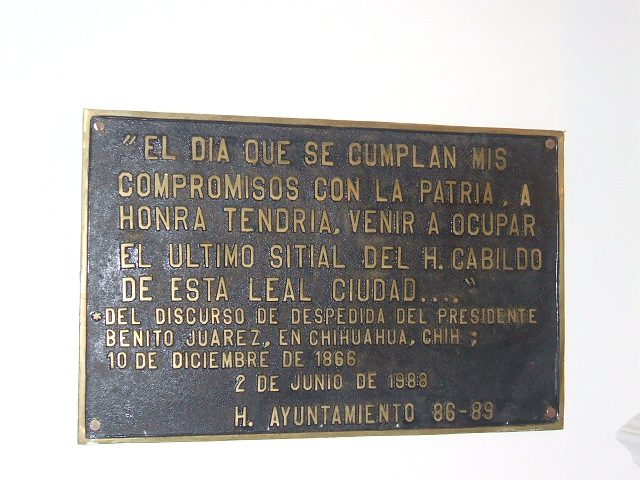
Placa transcribiendo el mensaje del presidente Juárez durante su despedida de "esta ciudad leal".